# Ben Hermans
Ben Hermans (ur. 8 czerwca 1986 w Hasselt) – belgijski kolarz szosowy, ścigający się w barwach drużyny UCI WorldTeams Israel Cycling Academy.
Specjalizuje się w wyścigach jednodniowych.

## Najważniejsze zwycięstwa i sukcesy
2004
- Mistrzostwo Belgii w kolarstwie szosowym juniorów – jazda indywidualna na czas

2006
- 4. miejsce w Liège-Bastogne-Liège U23

2008
- 1. miejsce w GP des Marbriers

2009
- 2. miejsce w Grosser Preis des Kantons Aargau

2010
- 6. miejsce w Ronde van België
  - 1. miejsce na 5. etapie

2011
- 1. miejsce w Trofeo Inka
- 3. miejsce w GP Pino Cerami
- 8. miejsce w Amstel Gold Race
- 3. miejsce w Tour de Wallonie
- 9. miejsce w Eneco Tour
- 2. miejsce w Mistrzostwach Belgii w kolarstwie szosowym – jazda indywidualna na czas

2012
- 2. miejsce w Mistrzostwach Belgii w kolarstwie szosowym – jazda indywidualna na czas

2013
- 5. miejsce w Tour Down Under

2014
- 4. miejsce w Tour of Utah
- 7. miejsce w GP Ouest-France

2015
- 1. miejsce w Brabantse Pijl
- 6. miejsce w Tour de Yorkshire
  - 1. miejsce na 3. etapie
- 2. miejsce w Österreich-Rundfahrt
- 3. miejsce w Tour de Pologne
- 1. miejsce na 3. etapie Arctic Race of Norway

2016
- 2. miejsce w Vuelta a Burgos
- 5. miejsce w Vuelta a Murcia
- 7. miejsce w Abu Dhabi Tour
- 14. miejsce w Vuelta a España

2017
- 1. miejsce w Tour of Oman
  - 1. miejsce na 2. i 5. etapie
- 2. miejsce w Volta a la Comunitat Valenciana

2021
- 1. miejsce na etapie 1b Settimana Internazionale di Coppi e Bartali (jazda drużynowa na czas)
- 2. miejsce w Tour de Hongrie 2021
- 1. miejsce w Giro dell’Appennino
- 3. miejsce w Gran Premio di Lugano
- 1. miejsce w Arctic Race of Norway
  - 1. miejsce na 3. etapie
- 1. miejsce na 4. etapie Tour du Poitou-Charentes (jazda indywidualna na czas)